# 헤일리 램
헤일리 램(Haley Ramm, 1992년 3월 26일 ~ )은 미국의 배우이다.

## 출연 작품
- 체이싱 라이프 시즌1 (2015)
- 빅터 (2015)
- 다코타 썸머 (2014)
- 디스커넥트 (2012)
- 워스트. 프롬. 에버. (2011)
- 거친 녀석들: 거침없이 쏴라 (2011)
- 올모스트 킹즈 (2010)
- 본드 오브 사일런스 (2010)
- 루버 (2010)
- 스케이트랜드 (2010)
- 저스트 펙 (2009)
- 벤 10 : 과거로의 질주 (2008)
- 미스터 블루 스카이 (2007)
- 워킹 톨 3 (2007)
- 인투 더 와일드 (2007)
- 워킹 톨 2 - 페이백 (2007)
- 엑스맨 - 최후의 전쟁 (2006)
- 나, 너 그리고 우리 (2005)
- 플라이트플랜 (2005)
- 슬랩 허, 쉬즈 프렌치 (2002)
- CSI - 마이애미 (2002)